# Kosťantyn Daňkevyč
Kosťantyn Fedorovyč Daňkevyč, ukrajinsky Костянти́н Фе́дорович Даньке́вич, rusky Константин Фёдорович Даньке́вич, (11. (24.) prosince 1905 Oděsa – 26. února 1984 Kyjev) byl ukrajinský hudební skladatel, klavírista a pedagog.

## Život
Kosťantyn Daňkevyč se narodil 11. (podle gregoriánského kalendáře 24.) prosince roku 1905 v Oděse. Studoval zde gymnázium, ale po otcově smrti roku 1919 přestoupil na elektrotechnickou školu. Od roku 1921 (a definitivně od roku 1924) studoval na oděské konzervatoři, kde mezi jeho učitele patřili M. I. Rybická-Izvjekovová (klavír), V. Zolotarjov (kompozice), P. Molčanov (hudební teorie), H. Stoljarov (dirigování) a S. Sypljahinová, V. Seljavin a O. Brahin (zpěv). Studium zakončil roku 1929 absolventským koncertem, kdy jako interpret hrál sedm klavírních preludií svého neformálního učitele a vzoru Mykoly Vilinského a jako skladatel nechal provést své písně na slova I. Franka a S. Rudanského a tři věty svého smyčcového kvartetu. Ještě téhož roku jej oděská konzervatoř přijala jako učitele hudebně teoretických předmětů (od roku 1935 docent, od 1948 profesor).
Roku 1930 se stal laureátem První všeukrajinské klavírní soutěže, následně se však věnoval především kompozici. Koncem 30. let získal první významné úspěchy se svou První symfonií (1937), symfonickou suitou Bohdan Chmelnický (1938) a zejména baletem Lilie z roku 1939, který byl roku 1940 inscenován s velkým úspěchem v kyjevském divadle a zůstal natrvalo Daňkevyčovým nejznámějším a nejhranějším dílem.
V době druhé světové války byl Daňkevyč evakuován v Tbilisi. Tam působil v různých politicko-osvětových funkcích u Zakavkazského frontu a poté jako umělecký vedoucí Souboru písní atanců vojsk NKVD v Zakavkazsku.
Roku 1944 se vrátil do Oděsy, kde se stal (do roku 1951) ředitelem a vedoucím katedry skladby na oděské konzervatoři. V následujících letech pracoval především na své Druhé symfonii (1944—1947) a následně na opeře Bohdan Chmelnický. Opera byla zprvu přijata s nadšením, při příležitosti zájezdu v Moskvě však byla podrobena přísné stranické kritice a skladatel i libretisté ji museli podstatně přepracovat; roku 1958 byla opera oficiálně rehabilitována. Roku 1952 se Daňkevyč přestěhoval do Kyjeva a v letech 1953–1969 pracoval jako profesor teorie skladby na kyjevské konzervatoři, kde mezi jeho žáky patřili Borys Aleksejenko a Kosťantyn Mjaskov. Zabýval se organizací koncertů soudobé sovětské hudby na Donbasu, v zakavkazských republikách, Moldavsku, ale též Rumunsku a Maďarsku.
Daňkevyč byl od dvacátých let 20. století členem Leontovyčova spolku hudebníků a roku 1928 se stal členem i jeho následnické organizace, Všeukrajinského spolku revolučních hudebníků. Po jeho rozpuštění roku 1932 se stal členem Svazu skladatelů Ukrajiny, od roku 1941 byl členem jeho vedení, v letech 1944–1952 předsedou jeho oděské sekce a od orku 1986 jeho předsedou. Současně byl od roku 1948 členem předsednictva a od roku 1957 tajemníkem Svazu skladatelů SSSR. V této funkci se účastnil řady zahraničních cest, mj. roku 1959 po Spojených státech, kde dirigoval svou suitu Taras Ševčenko.
Daňkevyč zastával i jiné veřejné funkce. Od roku 1946 byl členem KSSS, mnohokrát byl zvolen poslancem Kyjevského městského sovětu a od roku 1955 byl poslancem Nejvyššího sovětu USSR. Byl rovněž členem Sovětského výboru obránců míru, předsedou Sdružení rumunsko-sovětského přátelství, jakož i členem výborů pro udílení Leninské ceny a Státní ceny SSSR.
Od roku 1962 trpěl Daňkevyč vážnou tvůrčí krizí, přestal zcela komponovat a podléhal silným depresím. Téměř deset let vůbec nevycházel z domu. Roku 1967 se vzdal veškerých veřejných funkcí. Teprve v polovině 70. let se, povzbuzen úspěchem novátorské inscenace svého baletu Lilie (1976), vrátil k práci, ačkoli pouze na revizích svých starších děl (opery Bohdan Chmelnický a Nazar Stodolja, symfonická báseň Na jihu vlasti, kde moře šumí, óda Píseň o Ukrajině).
Od roku 1952, kdy se přestěhoval do Kyjeva, žil v domě na Puškinově ulici č. 21. Zemřel 26. února 1984 a je pochován v Kyjevě na Bajkovském hřbitově.

## Dílo
hudebně dramatická díla —
- Tragická noc (Трагедійна ніч), opera na libreto V. Ivanovyče a vlastní podle básně О. Bezymenského, napsána 1932–1934, premiéra — 22. května 1935 v Oděse
- Lilie (Лілея), balet na libreto Vsevoloda Andrijovyče Čarovce podle Tarase Ševčenka, napsán 1940, premiéra — 26. srpna 1940 v Kyjevě; upravena na filmový balet roku 1958
- Zlaté klíče (Золоті ключі), opereta (hudební komedie) na libreto J. Süsskinda a G. Koltunova, napsána 1943–1944, premiéra 1947 v Tbilisi)
- Bohdan Chmelnický (Богдан Хмельницький), opera na libreto V. Vasiljevské a O. Kornijčuka, napsána 1950, premiéra — 20. ledna 1951 v Kyjevě, druhé verze — 25. června 1953 v Kyjevě
- Nazar Stodolja (Назар Стодоля), opera na libreto L. Predslavyče podle hry Tarase Ševčenka, napsána 1959–1960, premiéra 1960 v Kyjevě

vokálně-symfonická díla
- Na jihu vlasti, kde moře šumí (На півдні Вітчизни, де море шумить), 1955, báseň pro sólisty, sbor a symfonický orchestr na slova L. Barabanova, věnováno městu-hrdinovi Oděse
- Píseň o Ukrajině, óda pro sólisty, sbor a symfonický orchestr, 1955
- oratorium Říjen (Жовтень), 1957, na slova B. Blakytného, P. Tyčyna, V. Sosjury, O. Bezymenského, M. Bažana, M. Ryľského a A. Malyška
- kantáta Hvězda komunismu nad námi vyšla (Зоря комунізму над нами зійшла), kantáta pro sbor, sólistu a symfonický orchestr, 1961, na vlastní slova

symfonická díla
- Slavnostní ouvertura, 1928
- Slavnostní pochod, 1928, památce vítězství u Perekopu
- symfonická báseň Othello, 1937
- První symfonie, 1937, věnována 20. výročí Říjnové revoluce
- No pasaran!, suita pro symfonický orchestr, 1938
- symfonická báseň Taras Ševčenko (Тарас Шевченко), 1938
- symfonická báseň Bohdan Chmelnický (Богдан Хмельницький), 1938
- symfonická suita Lilie (Лілея), 1940, ze stejnojmenného baletu
- Druhá symfonie, 1945, druhá verze 1947, věnovaná matkám hrdinů Velké vlastenecké války
- symfonická báseň Rok 1917 (1917 рік), 1956

komorní a instrumentální díla
- klavírní sonáta b-moll, 1928
- smyčcový kvartet, 1928
- tři skladby pro klavír: Romance, Valčík, Humoreska, 1929
- klavírní trio, 1930
- píseň a tanec pro housle a klavír, 1930 (1934)
- báseň pro klavír, 1956

vokální díla
- na 52 sborových skladeb, např. Pro Rudou armádu (До Червоної армії), 1942; Na vlajce Kyjeva je Leninův řád (На прапорі Києва — Леніна орден), 1955; Píseň pracovních rezerv, 1955; kantáta Mládežnický pozdrav Moskvě (Юнацький привіт Москві), 1956; Písně o lidstvu (Пісні про людство), 1961; Píseň o Kyjevu (Пісня про Київ), 1962
- deset romancí na slova A. S. Puškina, T. H. Ševčenka, I. Ja. Franka, M. T. Ryľského, M. J. Aliherové, P. H. Tyčyny, V. M. Sosjury, S. V. Rudanského aj.
- vokální suita Pastely (Пастелі) na slova P. Tyčyny, 1930
- úpravy ruských a ukrajinských lidových písní
- téměř 100 písní na slova sovětských básníků

hudba pro divadlo a film
- scénická hudba ke hrám V. Čyrskova Přemožitelé, A. Fadějeva Mladá garda, K. Herasimenka Legenda, C. Goldoniho Sluha dvou pánů, S. Holovanivského Básníkovi, I. Kočerhy Jaroslav Moudrý, O. Kornijčuka Pravda a Zánik eskadry, Ja. Mamontova Na kamení hoří, A. Ostrovského Vlci a ovce, A. S. Puškina Boris Godunov, W. Shakespeara Othello, Mnoho povyku pro nic a Hamlet, V. Solovjova Velký pán a V. Višněvského Boj na Západě
- hudba k filmu Pedro (Педро), 1938
- hudba k filmu Eskadrilla č. 5 (Ескадрилья № 5), 1939
- hudba k filmu Před 300 lety (300 років тому…), 1956
- hudba k filmu Pravda (Правда), 1957
- hudba k filmu Narození v bouři (Народжені бурею), 1958
- hudba k baletnímu filmu Lilie (Лілея), 1958, podle stejnojmenného baletu
- hudba k filmu Duma o Ukrajině (Дума про Україну), 1960, podle stejnojmenné kantáty

## Vyznamenání
Po úspěchu baletu Lilie (1939) byl Daňkevyč roku 1941 jmenován zasloužilým umělcem USSR a po uvedení druhé verze opery Bohdan Chmelnický (1953) byl roku 1954 jmenován národním umělcem SSSR a oceněn řádem Rudého praporu práce. Roku 1960 mu byl udělen Leninův řád. Roku 1978 obdržel, spolu se šesti dalšími umělci, Státní cenu USSR Tarase Ševčenka za inscenaci nové redakce opery Bohdan Chmelnický v Dněpropetrovském divadle opery a baletu. Mimo to získal další vyznamenání a ocenění.

## Posmrtná úcta
Od roku 1984 nese skladatelovo jméno Oděská vysoká škola umění a kultury K. Daňkevyče.
28. listopadu 1985 byla v Kyjevě na domě na Puškinské ulici č. 21, kde Daňkevyč od roku 1952 do své smrti bydlel, odhalena pamětní deska (bronzový basreliéf) od sochaře Oleksandra Oleksandrovyče Kovaľova a architekta О. B. Ivancova.
V roce 1987 byla na jeho počet pojmenována ulice (vulicja Kosťantyna Daňkevyča).

## Diskografie
- (1953) Bohdan Chmeľnyc'kyj, opera o 4 dějstvích. Zpívají Bohdan Chmeľnyc'kyj — М. Hryško, posel Velké Rusi  — V. Matvejev, Maksym Kryvonis  — B. Hmyrja, Bohun — V. Boryščenko, Varvara — N. Hončarenko, Solomija — L. Rudenko, Lyzohub — S. Kohan, diákon Havrylo — М. Romens'kyj, Helena — L. Lobanova, Tur — P. Hajčuk, Potocki — М. Častij, košový hejtman — D. Hnatjuk, sbor a orchestr Kyjevského státního divadla opera a baletu T. Ševčenka, dirigent Volodymyr Josypovyč Piradov. Vydalo nakladatelství «Мелодія», Д 01813-22, 1954, na 5 LP; nakladatelství «Вектор-Вега», 2005, na 3 CD;
- Taras Ševčenko, symfonická báseň; Lileja, suita z baletu. Hraje Symfonický orchestr Ukrajinského rozhlasu, dirigent Kosťantyn Arsenovyč Simeonov. Vydalo nakladatelství «Мелодія», Д 6749—50, 1960;
- (1964) Nazar Stodolja, opera o 3 dějstvích. Zpívají Nazar — V. Hurov, Hnat — V. Lutčenko, Choma — О. Čuljuk-Zahraj, Halja — К. Radčenko, Stecha — L. Rudenko, sbor a orchestr Kyjevského státního divadla opera a baletu T. Ševčenka, dirigent Oleh Mychajlovyč Rjabov. Vydalo nakladatelství «Мелодія», Д 14407-12, С 0923-28, 1964, na 3 LP; nakladatelství «Вектор-Вега», 2005, na 2 CD.